# Geaya brevipes
Geaya brevipes is een hooiwagen uit de familie Sclerosomatidae.